# Saint-Maurice-de-Lignon
Saint-Maurice-de-Lignon är en kommun i departementet Haute-Loire i regionen Auvergne-Rhône-Alpes i centrala Frankrike. Kommunen ligger i kantonen Monistrol-sur-Loire som tillhör arrondissementet Yssingeaux. År 2022 hade Saint-Maurice-de-Lignon 2 666 invånare.

## Befolkningsutveckling
Antalet invånare i kommunen Saint-Maurice-de-Lignon
| Referens: INSEE |